# Cédric Jimenez
Pour les articles homonymes, voir Jimenez.
Cédric Jimenez est un réalisateur, producteur et scénariste français, né le 26 juin 1976 à Marseille.

## Biographie
Cédric Jimenez grandit dans les quartiers nord de Marseille. Il s'installe ensuite à New York, où il devient mannequin avant de s'installer à Paris en 2001.
En 2003, il commence sa carrière cinématographique en signant le documentaire Who's the B.O.S.S., dans lequel il suit le collectif éponyme fondé par JoeyStarr après la séparation de NTM. Par la suite, il coécrit et produit Scorpion (2007), réalisé par Julien Seri, qui met en scène Clovis Cornillac en boxeur thaï déchu. La même année, il retrouve Clovis Cornillac en coécrivant et produisant Eden Log (2007), un film de science-fiction réalisé par Franck Vestiel.
C'est en 2012 qu'il passe à la réalisation avec Aux yeux de tous, coréalisé par Arnaud Duprey. Ce film composé uniquement d'images de caméras de surveillance et de webcams met en scène Mélanie Doutey et Olivier Barthélémy, qui incarnent deux terroristes victimes d'un pirate informatique. Le film est sélectionné au Festival international du film policier de Beaune.
En 2014, il s'inspire de la French Connection marseillaise et du meurtre du juge Michel pour réaliser La French, avec Jean Dujardin, Gilles Lellouche et Benoît Magimel. Le film obtient deux nominations aux César 2015 : meilleurs costumes et meilleurs décors. Le film connaîtra le succès auprès du public avec plus de 1,5 million d'entrées.
Trois ans plus tard, il s'attaque à une nouvelle histoire vraie pour réaliser son premier film en langue anglaise : HHhH (2017), adapté du livre éponyme de Laurent Binet, prix Goncourt du premier roman en 2010. Il y dirige une distribution internationale menée par Jason Clarke, Rosamund Pyke, Mia Wasikowska, et Jack O'Connell.
En 2020, il retrouve Gilles Lellouche en réalisant BAC Nord, dans lequel il suit un groupe de policiers qui franchissent les limites de la légalité dans les quartiers difficiles de Marseille. Karim Leklou, François Civil, Adèle Exarchopoulos et Kenza Fortas complètent le casting de ce film. BAC Nord connaît un succès public en restant en tête du box-office pendant deux semaines et en devenant le troisième plus gros succès français depuis la réouverture des salles de cinéma. Il cumulera plus de 2,2 millions d'entrées. Le film est présenté hors compétition au festival de Cannes 2021. Il remporte le César des lycéens et reçoit également six nominations aux César 2022, dont celles de meilleur film et de meilleure réalisation.
Pour son cinquième film Novembre, il retrouve Jean Dujardin ainsi qu'Anaïs Demoustier, Sandrine Kiberlain et Lyna Khoudri. Le film sort en salles le 5 octobre 2022. Le film est une plongée au cœur de l'anti-terrorisme pendant les cinq jours d'enquête qui ont suivi les attentats du 13 novembre 2015. Le film est présenté hors compétition au festival de Cannes 2022. Le film est un succès et enregistre 2,4 millions entrées ainsi que 6 nominations aux César 2023, dont celle de meilleure réalisation.
En tant que réalisateur, il fait souvent appel à Guillaume Roussel pour la musique de ses films, déjà quatre fois sur cinq films réalisés ou en cours de réalisation (La French, HHhH, BAC Nord et Novembre).
En décembre 2022, il est nommé président de la commission France 2030 « La grande fabrique de l'image » pour le collège « studio » (tournages et formations), la commission chargée de départager les différents projets proposés au CNC.
En avril 2023, il préside le jury longs métrages du festival Reims Polar. 

### Vie privée
Il a une fille, Gina, née en 2001 d'une relation avec l'actrice et réalisatrice Karole Rocher.
Il a été en couple avec la réalisatrice Audrey Diwan pendant plus de dix ans. Ensemble, ils ont eu deux enfants, nés respectivement en 2007 et 2008, et il a également co-écrit plusieurs scénarios avec Diwan (Aux yeux de tous (2012), La French (2014), HHhH (2017) et BAC Nord (2021)). Jimenez et Diwan se sont séparés en 2018. 
Il est en couple avec la créatrice de mode parisienne Capucine Martin depuis 2022.

## Filmographie

### Réalisateur
- 2012 : Aux yeux de tous
- 2014 : La French
- 2017 : HHhH
- 2021 : BAC Nord
- 2022 : Novembre
- Prévu pour 2025 : Chien 51

### Scénariste
- 2007 : Scorpion
- 2012 : Aux yeux de tous
- 2014 : La French
- 2021 : BAC Nord
- Prévu pour 2025 : Chien 51

### Producteur
- 2007 : Scorpion
- 2007 : Eden Log
- 2011 : Bangkok Renaissance
- 2012 : Aux yeux de tous
- Prévu pour 2025 : Chien 51

## Box-office
| Année | Titre            | Nombre d'entrées  |
| ----- | ---------------- | ----------------- |
| 2012  | Aux yeux de tous | 55 494 entrées    |
| 2014  | La French        | 1 530 106 entrées |
| 2017  | HHhH             | 242 999 entrées   |
| 2021  | BAC Nord         | 2 218 308 entrées |
| 2022  | Novembre         | 2 393 484 entrées |
| Total |                  | 6 440 391 entrées |

## Distinctions

### Récompenses
- César 2022 : César des lycéens pour BAC Nord[12]

### Nominations et sélections
- Festival International du Film Policier de Beaune 2012 : Sélection officielle, en compétition pour Aux Yeux de tous
- Festival du Film Francophone de Tübingen - Stuttgart 2012 : Prix d’aide à la production pour Aux Yeux de tous
- Festival du Polar de Cognac 2012 : Prix Polar pour Aux Yeux de tous
- Festival du Premier Film Francophone de La Ciotat 2012 : en compétition pour Aux Yeux de tous
- Reims Polar 2012 : Prix du Sang Neuf pour Aux Yeux de tous[13]
- Lumières de la Presse Etrangère 2015 : Prix du meilleur scénario (Cédric Jimenez et Audrey Diwan) pour La French[14]
- Cannes 2021 : Sélection officielle, hors compétition pour BAC Nord
- César 2022 : Meilleur film, Meilleure réalisation pour BAC Nord
- César 2023 : Meilleure réalisation pour Novembre